# Sonderfunkdienst
Sonderfunkdienst (englisch – special (radiocommunication) service) ist – entsprechend Artikel 1.60 der Vollzugsordnung für den Funkdienst (VO Funk) der Internationalen Fernmeldeunion (ITU) – definiert als „Jeder Funkdienst, der in der VO-Funk Abschnitt III Funkdienste sonst nicht definiert ist und der ausschließlich für bestimmte Zwecke im allgemeinen Interesse wahrgenommen wird und nicht für den öffentlichen Nachrichtenaustausch zur Verfügung steht
Wobei hier unter öffentlicher Nachrichtenaustausch jeglicher Fernmeldeverkehr zu verstehen ist, den die Ämter und Dienststellen aufgrund der Tatsache, dass sie der Öffentlichkeit zur Verfügung stehen, zur Übermittlung annehmen müssen.